# بان در عليا (مقاطعة إسلام آباد غرب)
بان‌در عليا (بالفارسية: بان‌در علیا) هي قرية تقع في كرمانشاه في إيران. يقدر عدد سكانها بـ 242 نسمة .